# Llançà (ort)
Llançà är en ort i Spanien.   Den ligger i provinsen Província de Girona och regionen Katalonien, i den östra delen av landet, 600 km öster om huvudstaden Madrid. Llançà ligger 13 meter över havet och antalet invånare är 5 000.
Terrängen runt Llançà är lite kuperad. Havet är nära Llançà åt nordost.  Närmaste större samhälle är Roses, 11,3 km söder om Llançà. 